# هاني سرحان
هاني سرحان هو كاتب سيناريو مصري ومؤلف ولد في مدينة المنصورة من موليد 20 نوفمبر 1984

## حياته الفنية
كاتب سيناريو ومؤلف مصري من مدينة المنصورة، استطاع أن يفرض نفسه في سوق الدراما المصرية والعربية. تعلم كتابة السيناريو في ورشة كتابة السيناريست تامر حبيب ثم انضم لورشة كلوكورك تيمبتيشن لصاحبها المؤلف محمد أمين راضي.
وفي العالم التالي كانت انطلاقة السيناريست هاني سرحان الذي قدم الجزء الأول من مسلسل الأب الروحي (2017) يليه الجزء الثاني في (2018) الذي جمع العديد من نجوم الدراما المصرية، وحقق نجاحًا تليفزيونيًا خارج مواسم المنافسة المعتاد لأنه قدم شكلاً جديداً لدراما العصابات والأكشن لم يكن معتادا وقتها في المسلسلات.
نافس هاني سرحان في الموسم الرمضاني لأول مرة عام (2019) عبر تأليف مسلسل لمس أكتاف للنجم ياسر جلال، وبالفعل في أولى أسابيعه تصدّر قوائم المشاهدة وذلك بفضل عالم الدراما المختلف الذي نسجه سرحان في قصة المُصارع الذي يُقرر الاعتزال، ولكن تستدرجه الظروف إلى الجرائم والسجون وحياة العصابات.
وبمسلسل الفتوة، كرر المؤلف هاني سرحان تعاونه مع النجم ياسر جلال في العام الثاني على التوالي(2020) ، والمنافسة مرة أخرى في موسم رمضان، وكان تميز المسلسل الحقيقي أنه يدور في زمن قديم من منتصف القرن التاسع عشر في أحياء القاهرة القديمة وعصر الفتوات.
ويشهد هاني سرحان نشاطًا فنيًا، حيث يعمل على الجزء الثاني من مسلسل الاختيار (رجال الظل) الذي سوف ينافس في السباق الرمضاني لعام 2021 والجزء الثالث من مسلسل الأب الروحي.
اشتهر سرحان خلال هذه الفترة بأعماله ذائعة الصيت، وهو ما لفت أنظار العالم العربي إليه، ليقوم بتأسيس ورشة مصنع الحكايات التي قدمت عدة أعمال للساحة الدرامية العربية بداية بالمملكة العربية السعودية بمسلسل وصية بدر (2020)، وهو دراما اجتماعية في عالم الأثرياء، بطلتها وصية فرّقت بين العائلة من أجل غاية نكتشفها لاحقًا، كما تنتظر الورشة عرض المسلسل المصري اللبناني قارئة الفنجان وعرض المسلسل الكويتي غرفة رقم 7، الذي يشارك في دراما رمضان الكويتية هذا العام.

## أعماله

### مسلسلات
- الأب الروحي الجزء الأول | 2017
- الاب الروحي[10] الجزء الثاني[11] | 2018
- لمس اكتاف | رمضان 2019
- الفتوة[12] |  رمضان 2020
- الاختيار الجزء الثاني (رجال الظل) | رمضان 2021
- الأب الروحي الجزء الثالث | 2021
- الاختيار الجزء الثالث (القرار) | رمضان 2022

- وصية بدر[13] | 2020  | سعودي |  mbc
- قارئة الفنجان | 2021 | مصري لبناني | شاهد
- غرفة رقم 7  | رمضان 2021 |  كويتي

### أفلام
- جارة الجدران | سعودي